# Actio tributoria
Actio tributoria – w prawie rzymskim powództwo służące przeciwko zwierzchnikowi familijnemu ze zobowiązań zaciągniętych przez podległego jego władzy (niewolnika lub inną osobę alieni iuris) w ramach prowadzenia peculium obróconego na cele handlowe.

## Charakterystyka powództwa
W wypadku peculium o charakterze przedsiębiorstwa handlowego jego właściciel miał obowiązek podzielić je z tytułu długów między wierzycieli proporcjonalnie do ich wierzytelności. Uwzględniał on przy tym swoje wierzytelności, jednak nie przysługiwało mu prawo dedukcji jak w actio de peculio.